# Vieste

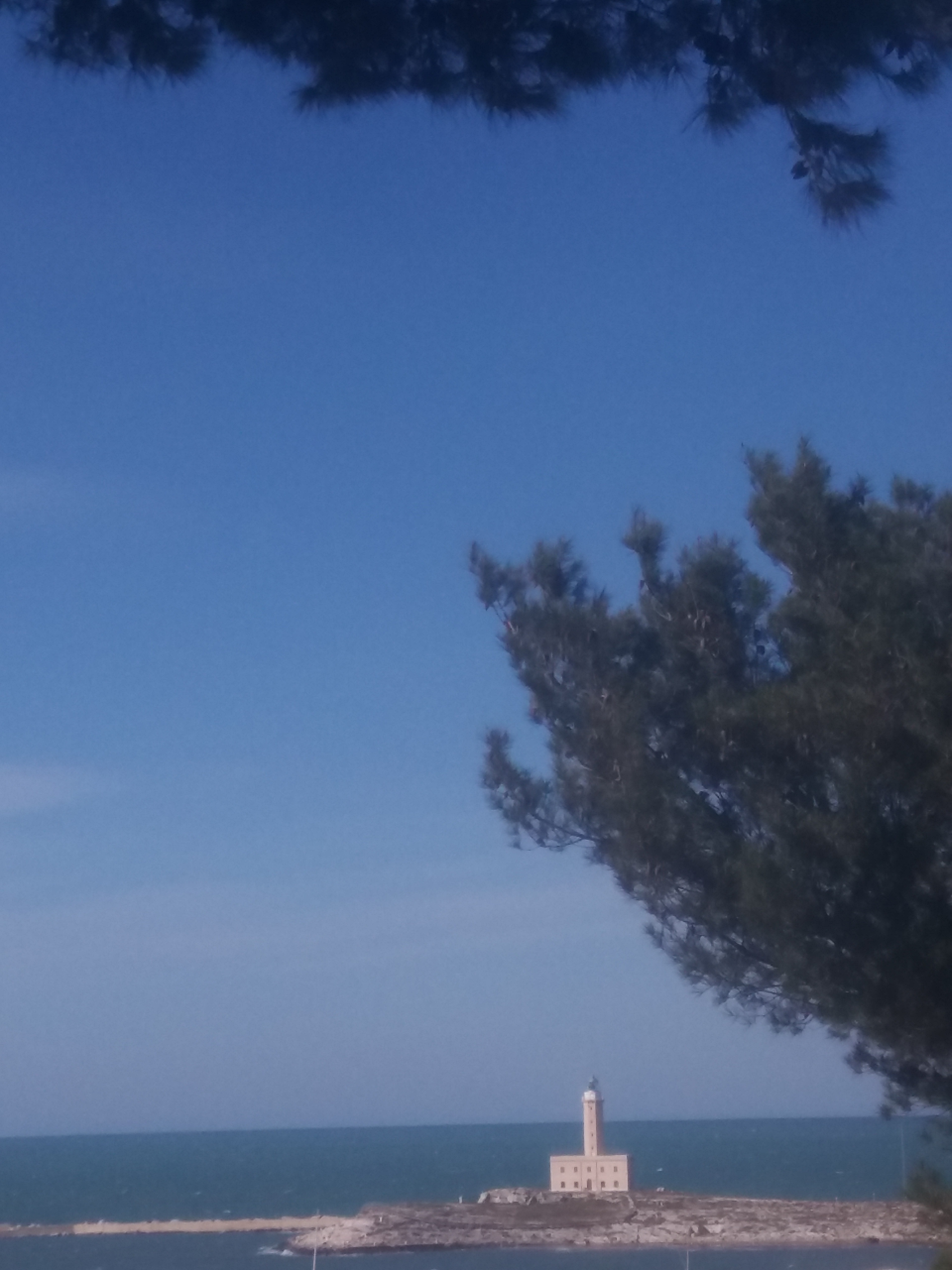

Vieste je italské město ležící na poloostrově Gargano v provincii Foggia v kraji Apulie.
Malé rybářské městečko s 13 963 obyvateli (stav k 31. prosinci 2010) žije především z turistiky, leží na pobřeží Jaderského moře. V okolí se nachází spousta olivových plantáží a kempů. Nejbližší velké město je hlavní město stejnojmenné provincie Foggia, je vzdáleno asi 2 hodiny jízdy autem. Každé druhé pondělí se zde koná trh, kromě toho se v přístavu nachází malý rybí trh.

## Vývoj počtu obyvatel
Počet obyvatel

## Osobnosti města
- Řehoř XIII. (1502 - 1585), papež
- Diego Abatantuono (* 1955), herec a scenárista

## Fotogalerie

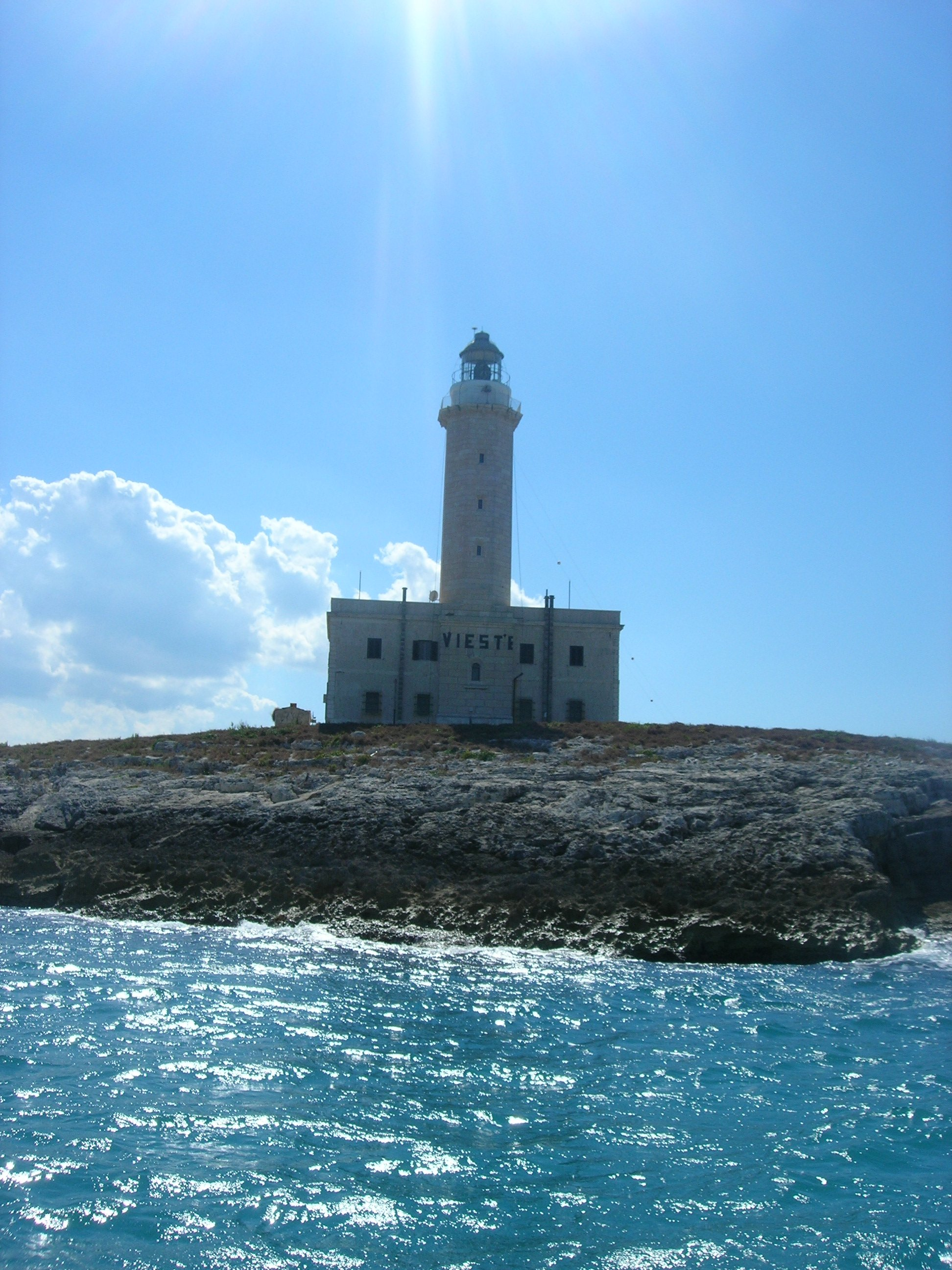
Maják ve Vieste
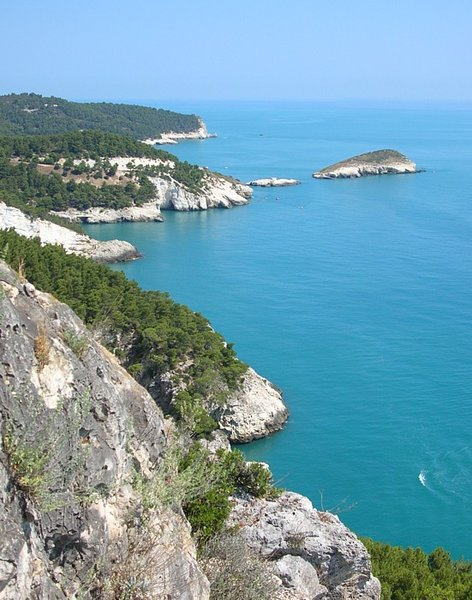
Pobřeží u Vieste
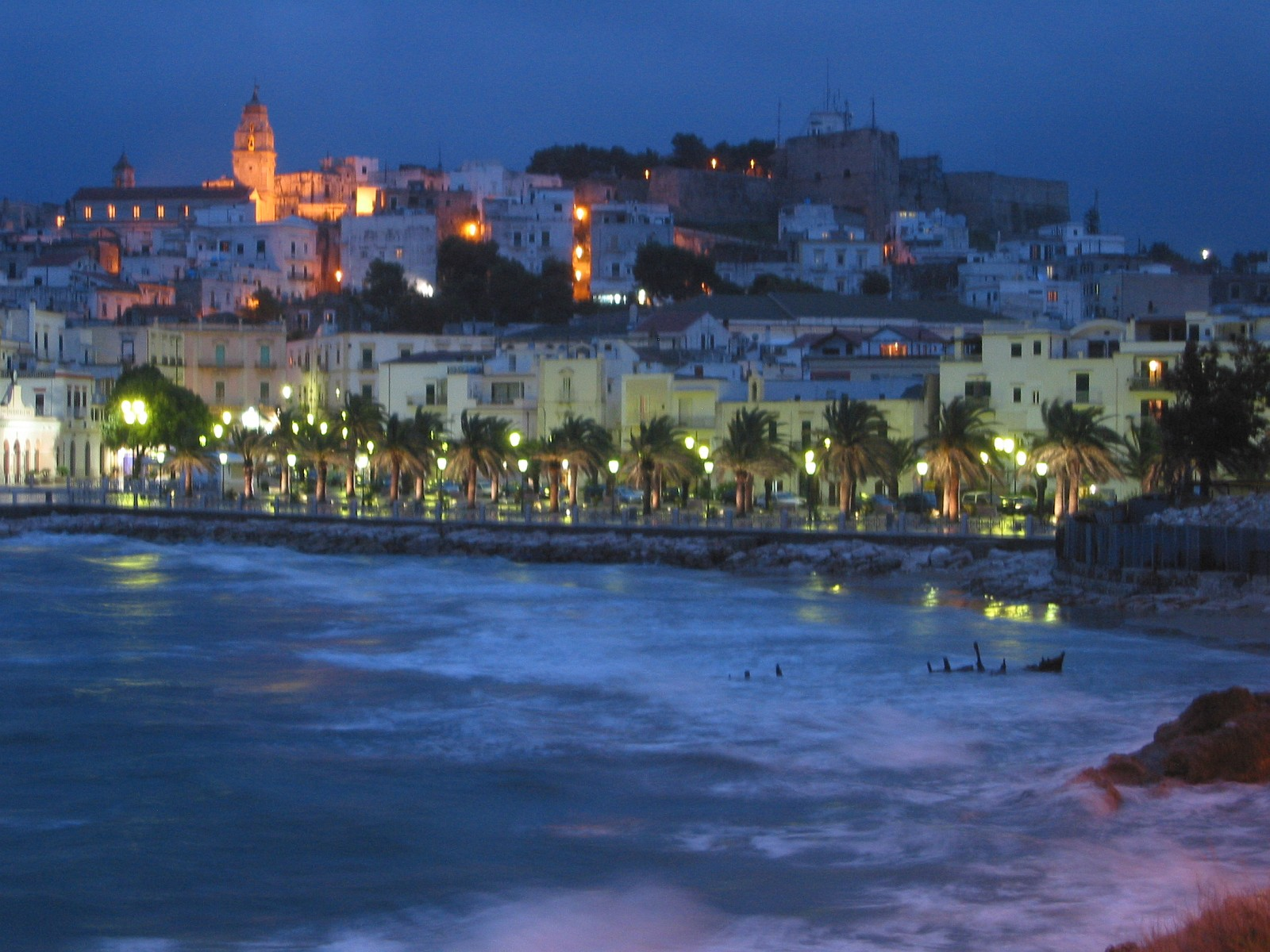
Vieste v noci
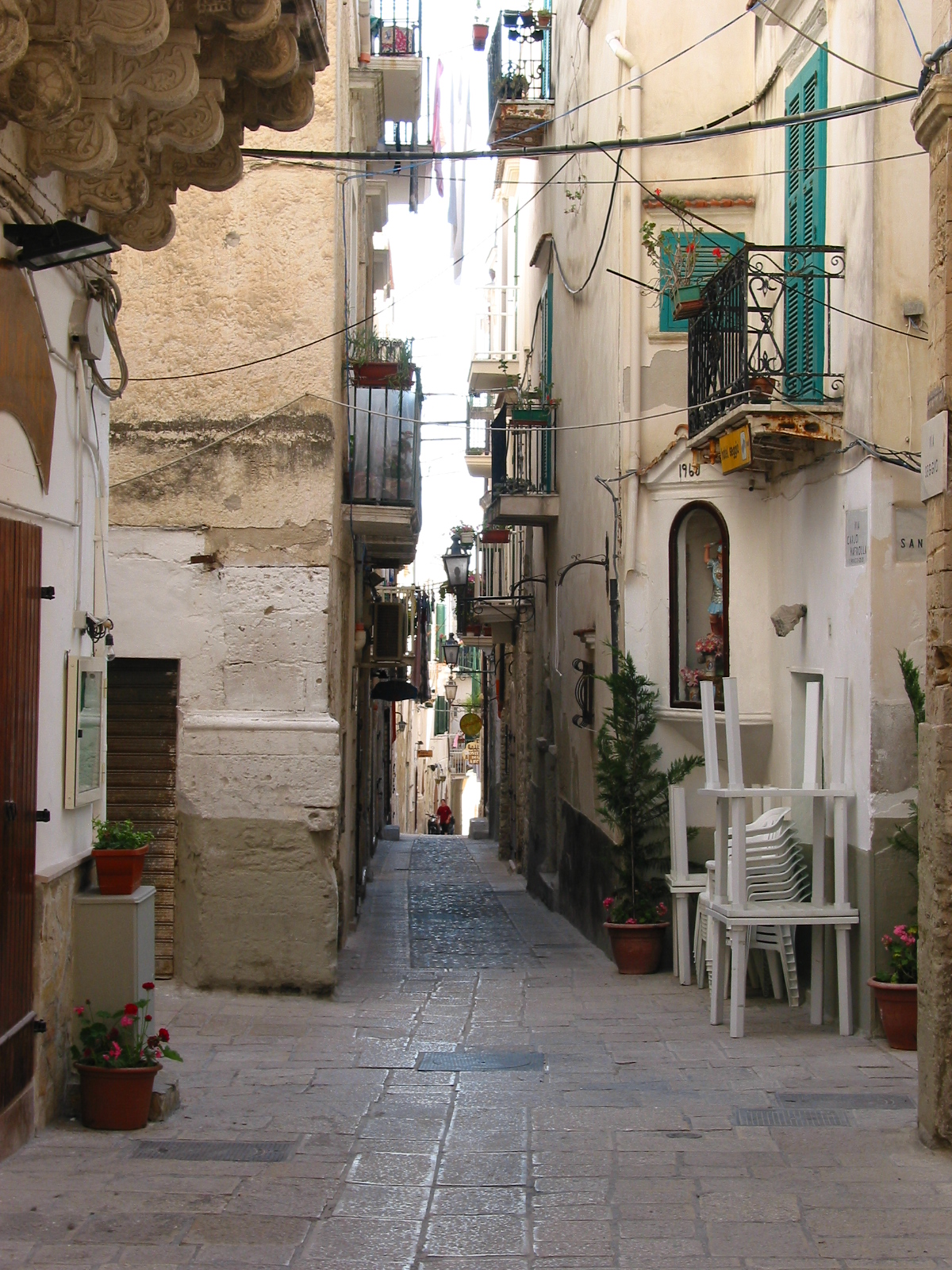
Ulice ve Vieste